# Unió de Lluites Comunistes
La Unió de Lluites Comunistes (Francès: Union de Luttes Communistes, ULC) va ser un partit Comunista del país ara conegut com a Burkina Faso. La ULC va sorgir d'una escissió de l'Organització Comunista Voltaica (OCV). Es va constituir el 14 d'octubre del 1979. La ULC va promoure la 'Revolució Democràtica i Popular' (RDP).
El 1981 la ULC es va dissoldre. El 1983 es va reconstituir, i es coneix com a Unió de Lluites Comunistes - Reconstruït (ULC-R). Publica Prolétaire and Révolution Bolchévique.